# Ferrari 499P
A Ferrari 499P é um esporte protótipo LMH construído pela divisão de competição da montadora italiana Ferrari (Scuderia Ferrari) para competir no FIA World Endurance Championship na categoria Le Mans Hypercar. O carro foi revelado no Ferrari Finali Mondiali, o encerramento anual da Ferrari para seu campeonato de carros de modelo único, o Ferrari Challenge.
O lançamento da 499P coincide com os 50 anos em que a Ferrari colocou  pela última vez um protótipo esportivo com apoio de fábrica e que disputou a vitória geral nas 24 Horas de Le Mans. Como homenagem, um dos 499Ps correrá com o número 50.  O carro fez sua estreia na rodada de abertura da temporada do Campeonato Mundial de Endurance da FIA, nas 1000 Milhas de Sebring de 2023.
O modelo foi vencedor geral das 24 Horas de Le Mans de 2023 (edição centenário) após 58 anos da última vitória geral na prova com um veículo Ferrari, na edição de 1965, agora em um novo regulamento de carros baseado na era híbrida dos automóveis e em um novo traçado do circuito de Le Mans.

## Características técnicas
O design da 499P com motor V6 biturbo de 2.992 cc (182,6 cu in)  é compartilhada com a Ferrari 296 e sua contraparte do Grupo GT3, a 296 GT3.  No entanto, em vez de ser montado em um chassi auxiliar de um veículo de passeio, o motor se comporta como um membro integrante dos esforços de tensão no chassi da 499P e teve várias modificações para acomodar essa nova função.  A aerodinâmica do 499P foi desenvolvida em conjunto com o Centro de Design da Ferrari, chefiado por Flavio Manzoni, e sob o comando de Ferdinando Cannizzo, chefe do departamento de engenharia de carros esportivos da Ferrari. 
O carro, de acordo com os regulamentos Le Mans Hypercar, não possui peças padronizadas, como as encontradas em carros projetados para os regulamentos da Le Mans Daytona h, carros com os quais o 499P mesmo compete pela mesma categoria. O 499P também possui tração integral semi permanente, com motor elétrico situado no eixo dianteiro, proporcionando 200 kW (272 PS; 268 hp) de potência acima de 120 km/h (75 mph) (conforme estipulado pelos regulamentos) e está conectado a um link de 900 V para o sistema de baterias do sistema híbrido, com capacidade de ser recarregada pelo sistema proprietário de recuperação de energia da Ferrari. 

## Resultados no Campeonato Mundial de Endurance da FIA (WEC)
| Temporada | Equipe           | Classe   | Pilotos               |    | 1   | 2   | 3   | 4   | 5   | 6   | 7   | 8   | Pontos | Classificação |
| --------- | ---------------- | -------- | --------------------- | -- | --- | --- | --- | --- | --- | --- | --- | --- | ------ | ------------- |
| 2023      | Ferrari AF Corse | Hypercar |                       |    | SEB | POR | SPA | LMS | MZN | FUJ | BHR |     | 161    | 2º            |
| 2023      | Ferrari AF Corse | Hypercar | James Calado          | 51 | 7   | 6   | 3   | 1   | 5   | 5   | 6   |     | 161    | 2º            |
| 2023      | Ferrari AF Corse | Hypercar | Alessandro Pier Guidi | 51 | 7   | 6   | 3   | 1   | 5   | 5   | 6   |     | 161    | 2º            |
| 2023      | Ferrari AF Corse | Hypercar | Antonio Giovinazzi    | 51 | 7   | 6   | 3   | 1   | 5   | 5   | 6   |     | 161    | 2º            |
| 2023      | Ferrari AF Corse | Hypercar | Antonio Fuoco         | 50 | 3   | 2   | Ret | 4   | 2   | 4   | 3   |     | 161    | 2º            |
| 2023      | Ferrari AF Corse | Hypercar | Nicklas Nielsen       | 50 | 3   | 2   | Ret | 4   | 2   | 4   | 3   |     | 161    | 2º            |
| 2023      | Ferrari AF Corse | Hypercar | Miguel Molina         | 50 | 3   | 2   | Ret | 4   | 2   | 4   | 3   |     | 161    | 2º            |
| 2024      | Ferrari AF Corse | Hypercar |                       |    | QAT | IMO | SPA | LMS | SAP | COT | FUJ | BHR | 137    | 3°            |
| 2024      | Ferrari AF Corse | Hypercar | James Calado          | 51 | 12  | 7   | 4   | 3   | 5   | Ret | Ret | 14  | 137    | 3°            |
| 2024      | Ferrari AF Corse | Hypercar | Alessandro Pier Guidi | 51 | 12  | 7   | 4   | 3   | 5   | Ret | Ret | 14  | 137    | 3°            |
| 2024      | Ferrari AF Corse | Hypercar | Antonio Giovinazzi    | 51 | 12  | 7   | 4   | 3   | 5   | Ret | Ret | 14  | 137    | 3°            |
| 2024      | Ferrari AF Corse | Hypercar | Antonio Fuoco         | 50 | 6   | 4   | 3   | 1   | 6   | 3   | 9   | 11  | 137    | 3°            |
| 2024      | Ferrari AF Corse | Hypercar | Nicklas Nielsen       | 50 | 6   | 4   | 3   | 1   | 6   | 3   | 9   | 11  | 137    | 3°            |
| 2024      | Ferrari AF Corse | Hypercar | Miguel Molina         | 50 | 6   | 4   | 3   | 1   | 6   | 3   | 9   | 11  | 137    | 3°            |
| 2024      | AF Corse         | Hypercar | Robert Kubica         | 83 | 4   | 8   | 8   | Ret | 11  | 1   | 12  | 8   | 149    | 3° **         |
| 2024      | AF Corse         | Hypercar | Robert Shwartzman     | 83 | 4   | 8   | 8   | Ret | 11  | 1   | 12  | 8   | 149    | 3° **         |
| 2024      | AF Corse         | Hypercar | Yifei Ye              | 83 | 4   | 8   | 8   | Ret | 11  | 1   | 12  | 8   | 149    | 3° **         |
| 2025      | Ferrari AF Corse | Hypercar |                       |    | QAT | IMO | SPA | LMS | SAP | COT | FUJ | BHR | 202    | 1° *          |
| 2025      | Ferrari AF Corse | Hypercar | James Calado          | 51 | 3   | 1   | 1   | 3   | 11  |     |     |     | 202    | 1° *          |
| 2025      | Ferrari AF Corse | Hypercar | Alessandro Pier Guidi | 51 | 3   | 1   | 1   | 3   | 11  |     |     |     | 202    | 1° *          |
| 2025      | Ferrari AF Corse | Hypercar | Antonio Giovinazzi    | 51 | 3   | 1   | 1   | 3   | 11  |     |     |     | 202    | 1° *          |
| 2025      | Ferrari AF Corse | Hypercar | Antonio Fuoco         | 50 | 1   | 15  | 2   | DSQ | 12  |     |     |     | 202    | 1° *          |
| 2025      | Ferrari AF Corse | Hypercar | Nicklas Nielsen       | 50 | 1   | 15  | 2   | DSQ | 12  |     |     |     | 202    | 1° *          |
| 2025      | Ferrari AF Corse | Hypercar | Miguel Molina         | 50 | 1   | 15  | 2   | DSQ | 12  |     |     |     | 202    | 1° *          |
| 2025      | AF Corse         | Hypercar | Robert Kubica         | 83 | 2   | 4   | 15  | 1   | 8   |     |     |     | 188    | 1° * **       |
| 2025      | AF Corse         | Hypercar | Philip Hanson         | 83 | 2   | 4   | 15  | 1   | 8   |     |     |     | 188    | 1° * **       |
| 2025      | AF Corse         | Hypercar | Yifei Ye              | 83 | 2   | 4   | 15  | 1   | 8   |     |     |     | 188    | 1° * **       |

Ret: Retirado da corrida  DSQ: Desclassificado. * Campeonato em andamento. ** Pontuação fora do campeonato de fabricantes mas pelo campeonato de equipes privadas (FIA World Cup for Hypercar Teams)
| Abreviação | Prova                        |
| SPA        | 6 Horas de Spa-Francorchamps |
| POR        | 6 Horas de Portimão          |
| LMS        | 24 Horas de Le Mans          |
| MZN        | 6 Horas de Monza             |
| SEB        | 1000 milhas de Sebring       |
| FUJ        | 6 Horas de Fuji              |
| BHR        | 8 Horas do Bahrein           |
| QAT        | 1812 km do Qatar             |
| IMO        | 6 Horas de Imola             |
| SAP        | 6 Horas de São Paulo         |